# Lac Klotz
Der Lac Klotz ist ein See auf der Ungava-Halbinsel in der kanadischen Provinz Québec.

## Lage
Der See befindet sich 140 km südwestlich der Siedlung Kangiqsujuaq. Der langgestreckte See mit West-Ost-Ausrichtung besitzt eine stark gegliederte Uferlinie. Er hat eine Länge von 58 km und eine Breite von 12 km. Die Seefläche beträgt 246 km². Der See liegt im Bereich des Kanadischen Schilds auf einer Höhe von etwa 241 m.
Der Rivière Arpalirtuq, der den Abfluss des Lac Nantais bildet, mündet von Norden kommend in den Lac Klotz. Das Wasser des westlich gelegenen Sees Lac Lesdiguières fließt über die kleineren Seen Lac Headwind und Lac Calme dem Lac Klotz zu.
Der Lac Klotz selbst wird vom Rivière Lepellé, einem Nebenfluss des Rivière Arnaud, in östlicher Richtung entwässert.

## Etymologie
Der See wurde nach Otto Julius Klotz (1852–1923) benannt, einem bedeutenden Landvermesser Ende des 19. Jahrhunderts.